# Mitch Holleman
Mitchell James „Mitch“ Holleman (* 13. September 1994 in Auburn, Alabama) ist ein US-amerikanischer Schauspieler und Synchronsprecher. Als Kinderdarsteller erlangte er ab den frühen 2000er Jahren internationale Bekanntheit, nachdem er in diversen Filmen und Fernsehserien aufgetreten war. Zwischen 2001 und 2008 wurde er fünfmal für einen Young Artist Award nominiert, konnte diesen Preis jedoch nie gewinnen.

## Leben
Mitch Holleman wurde am 13. September 1994 als Mitchell James Holleman in der Stadt Auburn im US-Bundesstaat Alabama geboren und begann etwa im Alter von vier Jahren mit der Schauspielerei, nachdem seine Familie nach Naples, Florida, gezogen war und ihn dort bei einer Talentagentur aus Miami anmeldete. Hierbei wurde er als Vierjähriger umgehend für zwei nationale Werbespots für Nickelodeon und Burger King engagiert. Eine Reise mit seiner Mutter nach New York City brachte weitere Engagements im Werbebereich sowie einen Gastauftritt in der vielfach ausgezeichneten US-Serie Die Sopranos ein. Zu seinem eigentlichen Durchbruch kam er als Fünfjähriger, als er für die Rolle des Jake Woods in der nur kurzlebigen NBC-Sitcom Daddio ausgewählt wurde. Dort war er in zwölf der 18 geplanten Episoden zu sehen; der Sender stellte die Serie allerdings nach neun ausgestrahlten Folgen aufgrund der schlechten Zuschauerquoten vorzeitig ein. Seinen noch größeren Durchbruch, der auch mit seinem Engagement bei Daddio zusammenhing, sollte er allerdings ein Jahr später feiern, als er für die Rolle des Jake Hart in die US-Fernsehserie Reba mit der Hauptdarstellerin Reba McEntire gebucht wurde. Hierbei wurde er bis 2007 in 112 der insgesamt 126 Episoden eingesetzt und für sein dortiges Engagement zwischen 2002 und 2008 vier Mal für einen Young Artist Award nominiert, konnte jedoch keinen dieser Preise gewinnen. Bereits zuvor wurde er 2001 für seine Leistung in Daddio für einen dieser Preise in der Kategorie „Bester Schauspieler in einer Fernsehserie (Comedy oder Drama) – zehn Jahre oder jünger“ nominiert, gewann jedoch auch hier nicht.
Noch parallel zu seiner Tätigkeit bei Reba wurde er auch in diverse andere Produktionen gecastet, dabei war er 2001 unter anderem in den Filmen Animal – Das Tier im Manne und Bubble Boy, jedoch auch in einer Episode von Alle lieben Raymond zu sehen. Danach konzentrierte er sich vermehrt auf seine Arbeit bei Reba und war erst 2005 wieder an in einer anderen Produktion beteiligt. In einer Folge von Nickelodeons Avatar – Der Herr der Elemente übernahm er dabei eine Sprechrolle. Danach dauerte es weitere vier Jahre, ehe Holleman wieder in einer anderen Film- oder Fernsehproduktion zu sehen war. Im mit einem Golden Globe prämierten Film Hangover spielte er daraufhin im Jahre 2009 einen Schüler. Ein Jahr später folgte ein Gastauftritt in einer Episode der Disney-Channel-Serie Shake It Up – Tanzen ist alles, ehe es erneut jahrelang ruhig um den Nachwuchsdarsteller wurde. 2016 war er daraufhin in Brian Herzlingers Bus Driver zu sehen; im Filme trat er in der Nebenrolle des Cayden in Erscheinung. Über Mitch Hollemans deutschsprachige Synchronsprecher ist nur wenig bekannt. Einzig seine Stimme in der deutschsprachigen Synchronfassung von Reba ist bekannt; hierbei wurde sie ihm von Linda Fölster geliehen. Neben seiner Tätigkeit als Schauspieler trat er zeitweise auch als On-Air-Reporter für den TV Guide Channel in Erscheinung.

## Filmografie
Filmauftritte (auch Kurzauftritte)
- 2001: Animal – Das Tier im Manne (The Animal)
- 2001: Bubble Boy
- 2009: Hangover (The Hangover)
- 2016: Bus Driver

Serienauftritte (auch Gast- und Kurzauftritte)
- 2000: Die Sopranos (The Sopranos) (1 Episode)
- 2000: Daddio (14 Episoden)
- 2001: Alle lieben Raymond (Everybody Loves Raymond) (1 Episode)
- 2001–2007: Reba (112 Episoden)
- 2005: Avatar – Der Herr der Elemente (Avatar: The Last Airbender) (Sprechrolle; 1 Episode)
- 2010: Shake It Up – Tanzen ist alles (Shake It Up) (1 Episode)

## Nominierungen
- 2001: Young Artist Award in der Kategorie „Bester Schauspieler in einer Fernsehserie (Comedy oder Drama) – zehn Jahre oder jünger“ für sein Engagement in Daddio[1]
- 2002: Young Artist Award in der Kategorie „Bester Nebendarsteller in einer Comedy-Fernsehserie“ für sein Engagement in Reba[2]
- 2003: Young Artist Award in der Kategorie „Bester Nebendarsteller in einer Fernsehserie (Comedy oder Drama)“ für sein Engagement in Reba[3]
- 2005: Young Artist Award in der Kategorie „Bester Schauspieler in einer Fernsehserie (Comedy oder Drama) – zehn Jahre oder jünger“ für sein Engagement in Reba[4]
- 2008: Young Artist Award in der Kategorie „Bester Nebendarsteller in einer Fernsehserie“ für sein Engagement in Reba[5]